# P.P.M.
P.P.M. es un grupo español de punk-rock que comenzó su carrera a finales de 1989 en Granada.

## Historia
Las buenas críticas recibidas por sus primeras maquetas y sobre todo sus numerosos y potentes conciertos por todo el país les abrieron las puertas del mercado discográfico. Así, en 1994 editaron el sencillo CD «Play it, Motherfucker» (Basati Diskak, 1994), adelanto de lo que sería su primer álbum, School' (Basati Diskak, 1994), un disco lleno de influencias tanto de los primeros grupos punk (Ramones, The Clash, Sex Pistols, Dead Kennedys o Buzzcocks), como de los grupos más salvajes de los 60. Tras año y medio repleto de conciertos, en el que se codearon con grupos como UK Subs, Bracket, Bum o Clawfinger, se centraron en la preparación de nuevo material.
En febrero de 1996 viajaron a Nueva York para registrar su nuevo CD, Novi's cap (Roto Records, 1996), grabado en Loho Studios de Manhattan, y producido por el capo de The Dictators, Andy Shernoff. Su sonido potente y la composiciones como «Dickie» o «No dead zone», empalmadas sin solución de continuidad, no dejan ni un momento de respiro. Para este trabajo contaron además con dos temas inéditos: «UFO's» y «I don't know what I wanna do», cedidos respectivamente por Dee Dee Ramone y por el propio Shernoff . El grupo The Prissteens (banda de Joe Vincent, ex-Devil Dogs) colaboró en los coros de «Lollipop pt. II». Las magníficas críticas recibidas por Novi's cap y una nueva gira por toda España les facilitaron el acceso a festivales como Festimad. Sus salvajes conciertos eran cada vez más sonados.
En 1998 decidieron crear su propio sello, Wild Punk Records, y editaron un 7" con 4 temas inéditos y dos versiones: «Endless vacation» de Ramones, y «R.A.M.O.N.E.S.» de Motörhead. Mientras tanto preparaban su tercer disco, que vería la luz en diciembre de ese mismo año.
Con 3rd round brand new p.r. sound (Wild Punk Records, 1998) P.P.M. alcanzaron la madurez estilística. Grabado en Pig Studios, su propio estudio, producido por Carlos Hernández y ellos mismos, este tercer álbum está repleto de canciones cargadas de melodía, fuerza y actitud punk. El punk positivista de «3rd round» o «She's a rainbow» se entremezcla sin problemas con el hardcore de «No time» o los trallazos de punk & roll de «I'm on my own». Arreglos de cuerda («I don't wanna be a millionaire»), viento («It's alright»), y las colaboraciones de Florent Muñoz y Eric Jiménez de Los Planetas, y M.A.R. Pareja de Lagartija Nick, hicieron de este su disco más completo hasta la fecha.
Después de una extensa gira de más de 50 conciertos durante el año 1999 y un descanso de unos meses, en verano de 2000 se embarcaron en su primera gira internacional, con actuaciones en Inglaterra, Holanda y Francia. Rápidamente surgieron nuevas ofertas para volver.
En 2001 graban una revisión del álbum en directo que Ramones grabaron en la Nochevieja de 1977 en el Rainbow Theatre de Londres, el mítico It's Alive. Grabado íntegramente en directo en Pig Studios y respetando totalmente tanto el orden de los temas del disco original como los comentarios realizados por Joey Ramone entre canción y canción.
El mismo año editan un EP con cinco nuevos temas que demuestran una vez más la versatilidad del grupo, desde melodías punk-pop con «Crazy Tonight» hasta los pasajes más roqueros de «Ex-friend»o «Deaf, dumb and blind» pasando por la extraña «Minor», sin perder ese espíritu punk que siempre ha caracterizado a P.P.M. Como temas adicionales se incluyen seis más, versiones que acostumbran a hacer en los escenarios registradas ahora en estudio: el clásico «You really got me» de The Kinks, los salvajes «Luck» de Supersuckers y «Race against time» de GBH, el veraniego «Surfin' USA» de Beach Boys a mil por hora y una versión en castellano del «Rock'n'Roll High School», también de Ramones, incluida en la banda sonora del corto El generador adolescente dirigido por Pedro Temboury. 
Su último largo duración hasta el momento, Truth matters, fue presentado oficialmente durante el Festival Serie Z de 2002. Editado por Wild Punk Records y grabado en los Pig Studios, este disco es el más variado estilísticamente de su carrera. Sin abandonar los riffs poderosos y la velocidad, desde el "high energy rock'n'roll" hasta el "street punk", hacen también incursiones en sonidos más melódicos, e incluyen una sorpresa: una versión del tema «One Step Beyond», que popularizaran Madness, y que da el cierre al disco. En 2003, para la presentación de "Truth matters", realizaron su tercera gira por Europa con más de 30 conciertos por Francia, Alemania, Holanda, Inglaterra, Escocia, Italia. Tras esa gira continuaron las presentaciones por España hasta finales de 2003.
Durante los años posteriores la actividad del grupo es bastante irregular, preparan temas nuevos y dan algunos conciertos de forma muy esporádica. Novi P.P.M deja el grupo en agosto de 2009. A final de este año habrá nuevo álbum con muchas colaboraciones y sorpresas. El nuevo bajista es Fernando de Reincidentes

## Formación
- Javi P.P.M.: guitarra y voz.
- Rafa P.P.M.: batería.
- Fernando Madina: bajo y voz

Antiguos miembros
- Novi P.P.M.: bajo y voz desde el inicio hasta mediados de 2009
- Julián "Groñuflo": batería desde el inicio hasta 1991 y apariciones esporádicas en años posteriores sustituyendo a Jesús "15.000"
- José "Huesos": guitarra en 1990 y 1991
- Jesús "15.000": batería desde 1991 hasta 1996
- Salinas: guitarra durante 2003
- Fernando: batería en algún periodo entre 1995 y 1996 sustituyendo a Jesús "15.000"
- El resto de músicos que han pasado por P.P.M. en diferentes ocasiones no han tenido relevancia alguna en la trayectoria del grupo.

## Discografía
1. Play it, Motherfucker (single CD, Basati Diskak 1994)
2. School (CD, Basati Diskak 1994)
3. Novi's cap (CD, Roto Records 1996)
4. Endless vacation, R.A.M.O.N.E.S. y dos temas más (vinilo 7", Wild Punk Wild Punk Records 1998)
5. 3rd round brand new p.r. sound (CD, Wild Punk Wild Punk Records 1998)
6. Punk Rock Sucks (CD, Wild Punk Wild Punk Records 2001)
7. It's alive (CD, Wild Punk Wild Punk Records 2001)
8. Truth matters (CD, Wild Punk Wild Punk Records 2003)
9. Regreso al punk (CD/DVD, Wild Punk Wild Punk Records 2015)
10. 30 Years of Punk Rock (Vinilo 12", Wild Punk Wild Punk Records 7 de noviembre de 2024)